# Кумша (река)
Кумша — река в России, протекает по территории Муезерского района Карелии. Впадает в озеро Чирку. Длина реки — 14 км.
Высота истока — 250,6 м над уровнем моря. Высота устья — 200,1 м над уровнем моря.
На своём пути Кумша протекает через озеро Кумшу.

## Данные водного реестра
По данным государственного водного реестра России относится к Баренцево-Беломорскому бассейновому округу, водохозяйственный участок реки — Кемь от Юшкозерского гидроузла до Кривопорожского гидроузла. Речной бассейн реки — бассейны рек Кольского полуострова и Карелии, впадает в Белое море.